# Transmisión variable continua

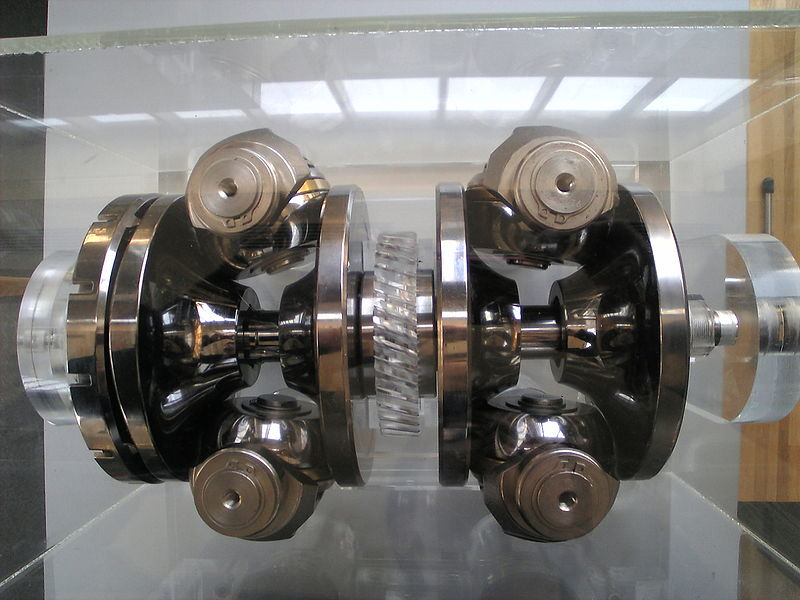
CVT toroidal usada en el Nissan Cedric.

En mecánica, la transmisión variable continua (CVT) es un tipo de transmisión automática que puede cambiar la relación de cambio a cualquier valor dentro de sus límites y según las necesidades de la marcha. La transmisión variable continua no está restringida a un pequeño número de relaciones de cambio, como las 4 a 6 relaciones delanteras de las transmisiones típicas de automóviles.
La centralita electrónica que controla la transmisión variable continua simula a menudo cambios de marcha abruptos, especialmente a bajas velocidades, porque la mayoría de los conductores esperan las bruscas sacudidas típicas y rechazarían una transmisión perfectamente suave por su aparente falta de potencia.

## Tipos

### CVT basada en polea
El tipo más común de CVT utiliza una banda V, la cual corre entre dos poleas de diámetro variable. Cada polea consiste de dos mitades de forma de cono que se mueven unidas y aparte. La banda V corre entre estas dos mitades, así que el diámetro efectivo de la polea es dependiente en la distancia entre las dos mitades de la polea. La sección transversal de forma V de la banda le produce moverse alto en una polea y bajo en la otra, así, la gran razón es ajustada al mover cerca las dos roldanas juntas de una polea y lejos las dos roldanas de la otra polea.
Ya que la distancia entre las poleas y el largo de la banda no cambia, ambas poleas deben ser ajustadas (una más grande, la otra más pequeña) simultáneamente en orden de mantener la correcta cantidad de tensión en la banda. Los CVT simples que combinan una polea conductora centrífuga con una polea conducida cargada por resorte, a menudo, utilizan la tensión de la banda para efectuar los ajustes en la polea conducida. La banda V necesita estar bien tiesa en la dirección axial de la polea en orden de hacer solo movimientos radiales pequeños mientras se deslizan hacia adentro y afuera de las poleas.
El espesor radial de la banda es un compromiso entre la razón de engrane máximo y par. Las bandas V reforzadas con acero son suficientes para aplicaciones de baja masa y bajo par como vehículos utilitarios y motonieve, pero para aplicaciones de alta masa y par tales como automóviles se requiere de una cadena. Cada elemento de la cadena debe tener lados cónicos que encajan en la polea cuando la banda este corriendo en el radio más externo. Como la cadena se mueve adentro de la polea, el área de contacto se vuelve más pequeña. Ya que el área de contacto es proporcional al número de elementos, las bandas de cadena requieren varios elementos muy pequeños.
Un diseño de banda conducida ofrece aproximadamente un 88% de eficiencia, la cual, ya que es más baja que la de una transmisión manual, se puede compensar permitiéndole al motor correr a su más eficiente RPM, sin importar la velocidad del vehículo. Cuando la potencia es más importante que la economía, la razón de CVT puede ser cambiada para permitirle al motor rotar a las RPM que producen la mayor potencia.
En una CVT basada en cadena, los numerosos elementos de cadena son arreglados a lo largo de múltiples bandas laminadas de acero, unas sobre otras, cada una de las cuales son suficientemente delgadas para que se doblen fácilmente. Cuando parte de la banda se envuelve alrededor de una polea, los lados de los elementos forman una superficie cónica. En la pila de bandas, cada banda corresponde a una razón de marcha sutilmente diferente, así las bandas se deslizan sobre cada una,  necesitando lubricación suficiente. Una película adicional de lubricante se aplica a las poleas. La película necesita ser suficientemente gruesa para prevenir el contacto directo entre las poleas y la cadena, pero suficientemente delgada para no gastar potencia cuando cada elemento de cadena entra en las poleas.
Algunas CVTs transfieren potencia a la polea de salida vía tensión en la banda (una fuerza que hala) mientras, otros utilizan compresión en los elementos de cadena (cuando la polea de entrada "empuja" la banda, la cual sucesivamente empuja la polea de salida).
Las cadenas conductoras de PIV son diferentes en que la cadena positivamente se enclava con las poleas cónicas. Esto se logra al tener una pila de varias placas rectangulares pequeñas en cada eslabón de cadena que pueden deslizarse independientemente de lado a lado. Las placas deben ser muy delgadas, alrededor de un milímetro de espesor. Las poleas cónicas tienen ranuras radiales. Una ranura en un lado de la polea se encuentra con una cresta en el otro lado y así las placas deslizantes son empujadas hacia atrás y adelante para formar el patrón, efectivamente formando dientes del paso correcto cuando se presiona entre las poleas. Debido a las superficies de enclavamiento, este tipo de conductor puede transmitir un significativo par y así ha sido utilizado ampliamente en las aplicaciones industriales. Sin embargo, la velocidad máxima es significativamente más baja que en otros CVTs basados en polea. Las placas deslizantes se desgastan despacio con los años de uso. Por ello, las placas son hechas más largas de lo que se necesita, permitiendo más desgaste antes que la cadena deba ser reformada o remplazada. Se requiere una lubricación constante, así la carcasa esta normalmente parcialmente llena con aceite.

### CVT toroidal
Las CVT toroidales, como las utilizadas en el Nissan Cedric (Y34), y aquellas construidas por CVTCORP, consisten de una serie de discos y rodillos. Estos discos pueden ser descritos como dos partes casi cónicas arregladas punto a punto, con los lados puestos de tal forma que las dos partes pueden encajar en el agujero central de un toro. Un disco es la entrada, y el otro es la salida. Entre los discos hay rodillos, los cuales varían el radio y transfieren potencia de un lado al otro. Cuando los ejes de los rodillos son perpendiculares al eje de los discos, el diámetro efectivo es el mismo para los discos de entrada y discos de salida, resultando en una razón de marcha de 1:1. Para otras razones, los rodillos son rotados a lo largo de la superficie de los discos, así que están en contacto con los discos en puntos con diámetros diferentes, resultando en una razón de marcha de otro que 1:1.
Una ventaja del CVT toroidal es la habilidad de soportar más altas cargas de par que el CVT basado en polea. En algunos sistemas toroidales, la dirección de empuje puede ser revertida en el CVT, retirando la necesidad de un dispositivo externo para proveer un cambio de reversa.

### CVT de trinquete
Una CVT de trinquete utiliza una serie de embragues o trinquetes de un sentido que rectifican y suman solo movimiento hacia adelante. La característica de activado-desactivado de un trinquete típico quiere decir que varios de estos diseños no son continuos en operación (ejemplo técnicamente no una CVT), pero en la práctica, hay varias similitudes en operación, y una CVT de trinquete es capaz de producir una velocidad cero de salida para cualquier velocidad de entrada dada (como por una Transmisión Infinitamente Variable). La razón de marcha se ajusta cambiando la geometría de enlace entre los elementos oscilantes, así la velocidad de enlace máxima sumada es ajustada, aún cuando la velocidad de enlace promedio permanece constante.
Las CVTs de trinquete pueden transferir par sustancial, ya que, realmente, su fricción estática relativa al par que pasa se incrementa, así que el deslizamiento es posible en sistemas diseñados correctamente. La eficiencia es generalmente alta ya que mucha de la fricción dinámica es causada por muy sutiles cambios de velocidad de embrague transicional. Los inconvenientes de las CVTs de trinquete son las vibraciones causadas por la transición sucesiva en velocidad requerida para acelerar el elemento, la cual debe suplantar al elemento transmisor de potencia que esta previamente operando y desacelerando.
El principio de diseño data de antes de los 1930s, con el diseño original tratando de convertir movimiento rotacional en movimiento oscilatorio y de regreso a movimiento rotatorio utilizando embragues de rodillo. Este diseño permanece en producción tanto como en 2017, para uso con motores eléctricos de baja velocidad. Un ejemplo de prototipo como una transmisión de bicicleta fue patentado en 1994. El principio de operación de un diseño de CVT de trinquete, utilizando un mecanismo de yugo escocés para convertir movimiento rotatorio a movimiento oscilatorio y engranajes no circulares para alcanzar razón de entrada a salida uniforme, fue patentado en 2014.

### CVT hidrostática / hidráulica
Las CVTs hidrostáticas (2 marchas por movimiento de cadena o banda) utilizan una bomba de desplazamiento variable y un motor hidráulico, así, la transmisión convierte presión hidráulica en rotación del eje de salida. El nombre, aunque utiliza mal el término de hidrostática, diferencia estas transmisiones, las cuales utilizan bombas de desplazamiento positivo, de aquellos acoples fluidos tales como el convertidor de par que utilizan bombas rotodinámicas para transmitir par.
Las ventajas de las CVTs hidrostáticas son:
- Su escalabilidad a cualquier capacidad de par que puede ser alcanzado por un motor hidráulico.
- La transmisión de potencia al cubo de la rueda con mangueras flexibles, permitiendo un sistema de suspensión más flexible y simplificando el diseño de vehículos articulados de conducción todas las ruedas.
- La transición suave a través de todas las velocidades hacia adelante y reversa, las cuales pueden ser controladas utilizando una simple palanca.
- Las velocidades bajas arbitrarias a todo par, permitiendo el movimiento preciso del vehículo.
- La provisión posible de control de velocidad para otros componentes hidráulicos, tales como cilindros hidráulicos.

Comparada con la transmisión basada en engranes, las CVTs hidrostáticas son, generalmente, más caras, pero en maquinaria que ya utilizan transmisión de potencia hidráulica, la complejidad añadida y costo son menos significativos. Como con transmisiones de potencia hidráulica, la transmisión de alto par por duraciones extendidas requieren enfriamiento del fluido hidráulico.
Los usos de las CVTs hidrostáticas incluyen cosechadoras de forraje, cosechadoras combinadas, pequeñas cargadoras con llantas / orugas / patín de dirección, tractor de oruga, y aplanadora. En ejemplos de agricultura, producidos por AGCO, se divide la potencia al eje de salida entre transferencia hidrostática y mecánica, por medio un engranaje planetario en la dirección hacia el frente de viaje (en reversa, la transferencia de potencia es totalmente hidrostática), esto reduce la carga en la porción hidrostática de la transmisión cuando en la dirección hacia adelante al transmitir una porción significativa del par a través de engranajes fijos más eficientes.
Una variante llamada la "Itegrated Hydrostatic Transaxle (IHT)" utiliza una simple carcasa para ambos elementos hidráulicos y elementos reductores de engranaje y es utilizado en algunos mini-tractores y podadoras de césped tripuladas.
La motocicleta de crucero Honda DN-01 del 2008-2010 utilizaba una CVT hidrostática en la forma de una bomba de desplazamiento variable de pistón axial con un plato de chapoteo de ángulo variable.
El tanque japonés Tipo 10 utiliza una transmisión mecánica hidráulica.

### CVT eléctrica
Las CVTs eléctricas,  utilizados en "series hybrid electric vehicles (SHEVs)", tienen tres o cuatro elementos. Estos son una fuente de potencia, un generador, un motor eléctrico y un paquete de baterías. El principio básico de la CVT eléctrica es análogo a la CVT hidrostática en que la fuente de potencia maneja un generador eléctrico, mientras un motor es conectado al eje de salida (generador y motor son conectados por un circuito eléctrico). A diferencia de la CVT hidrostática, la añadidura de un paquete de baterías puede almacenar el exceso de potencia que podría, normalmente, ser gastado durante la operación del vehículo.
Fácilmente, se puede argumentar que un generador potenciando un motor a través de un control de velocidad electrónico constituiría una transmisión variable continua. Las transmisiones eléctricas tienen la ventaja de gran flexibilidad en bosquejo, ya que el generador puede ser colocado a cualquier distancia u orientación relativa del motor. Más allá, cualquier exceso de potencia generada puede ser almacenado en baterías y dibujado cuando se experimentan altas cargas. Sin embargo, son pesados e ineficientes, la eficiencia de un generador o motor típico es solo de 75% a 80%, y completando dos resultados en una eficiencia de solo 56 % a 64 %. Esto limita su uso a situaciones donde otros tipos de transmisiones no pueden ser utilizadas.
Este arreglo de serie es el estándar para vehículos pesados. Las locomotoras diésel y algunos barcos (y más recientemente automóviles eléctricos híbridos) utilizan tales transmisiones. Las CVT eléctricas sirven bien en situaciones donde la fuente de potencia y la ubicación de la carga prohíben la transmisión mecánica directa y donde transmisión de alta potencia es necesaria.
En añadidura, la transmisión variable eléctrica (EVT), no debe ser confundida con la transmisión variable eléctrica en algunos carros híbridos, es una "transmisión continua variable totalmente electromagnética la cual provee dos puertos eléctricos adicionales para funcionalidad híbrida", desarrollado por "Electrical Variable Transmision BV". Consiste en dos rotores concéntricos en carcasa por un estátor convencional. Este tipo de CVT es muy raro,  con un ejemplo siendo examinado en la Universidad de Ghent. La ventaja de esta EVT incluye su habilidad multitareas (sirviendo tanto a un motor híbrido o CVT), eficiencia alta proyectada, y diseño de bajo mantenimiento sin lubricación, sellado o válvulas, requiriendo solo mantenimiento de los anillos deslizantes. La carencia de una conexión mecánica entre el motor y las ruedas también resulta en protección de sobrecarga y amortiguado de vibración.

### CVT cónica
Una CVT cónica varía la razón de marcha al mover una rueda o banda a lo largo del eje de uno o más rodillos cónicos. El tipo más simple de CVT cónica, la versión de cono único, utiliza una rueda que se mueve a lo largo de la pendiente del cono, creando variación entre los diámetros estrecho y amplio del cono.
Algunos diseños de CVT cónica utilizan dos rodillos. En 1903, Williama Evans y Paul Krauf aplicaron para una patente de una transmisión variable continua, utilizando dos rodillos cónicos paralelos que apuntan en direcciones opuestas y conectados por bandas que pueden ser deslizados a lo largo de los conos para variar la razón de transmisión. El "Evans Variable Speed Countershaft", producido en los 1920s, es el más simple (los dos rodillos están arreglados con una pequeña brecha de espesor constante entre ellos, y la posición de una cuerda de cuero que corre entre los rodillos determina la razón de transmisión.
Otro tipo de CVT cónica existe como la "Warko", la utiliza un número de pequeños conos de entrada arreglados alrededor de un más grande cono de salida. La potencia es transmitida vía fricción entre los conos, y el número de conos de entrada esta determinado por el umbral de par de la transmisión. La razón de transmisión es variada al inclinar lo ejes de los conos de entrada tal que hacen contacto con el cono de salida a diferentes puntos a lo largo de su eje.

### CVT epicíclica
En una CVT epicíclica (también llamada CVT planetaria), la razón de marcha es cambiada al inclinar los ejes de rodillos esféricos para proveer radios de contacto diferentes, lo cual mueve discos de entrada y salida. Esto es similar en principio a las CVTs toroidales. Las versiones de producción incluyen el Toyota e-CVT (la cual debutó en el Toyota Prius 1997) y el "NuVinci CVT".

### Otros tipos
Las transmisiones de fricción fueron utilizadas en varios vehículos y locomotoras pequeñas en el principio del siglo XX, incluyendo los automóviles Lambert y Metz. Utilizados hoy en día en quita-nieves, estas transmisiones consisten de un disco de salida que es movido a través de una superficie del disco de entrada, sobre la cual el rueda. Cuando el disco de salida es ajustado a una posición igual a su propio radio, la razón de marcha resultante es de 1:1. La razón de marcha puede ser establecida al infinito (ejemplo disco de salida estacionario) al mover el disco de salida al centro del disco de entrada. La dirección de salida puede también ser revertida al mover el disco de salida pasado el centro del disco de entrada. La transmisión en las primeras locomotoras Plymouth trabajaban de esta forma, mientras en tractores utilizando discos de fricción, el rango de velocidades de reversa era típicamente limitado.
Aún en desarrollo, la CVT magnética transmite par utilizando un acople magnético sin contacto. El diseño utiliza dos anillos de imanes permanentes con un anillo de piezas polares de acero entre ellos en orden de crear un engranaje planetario utilizando imanes. Se clama que produce de 3% a 5% de reducción en consumo de combustible comparada con un sistema mecánico.

#### Transmisiones variable infinita
Algunas CVTs también funcionan como una transmisión variable infinita (IVT) la cual ofrece un rango infinito de marchas bajas (ejemplo moviendo un vehículo hacia adelante a una velocidad infinita baja). Algunos IVTs previenen el retroceso (donde el eje de salida puede rotar libremente, como en una transmisión de automóvil en neutral) debido a que proveen de un alto par de retroceso. Otros IVTs, tales como los tipos de trinquete, permiten al eje de salida rotar libremente. Los tipos de CVTs que son capaces de funcionar con IVTs incluyen epicíclica, disco de fricción, y CVTs de trinquete.
En una IVT epicíclica, razones de marcha bajas infinitas son producidas cuando la velocidad de rotación del eje de salida es igual a una diferencia entre otras dos velocidades entre la CVT. En esta situación, la CVT esta funcionando como un regulador de velocidad de rotación de cualquiera de tres rotores del sistema de engranaje planetario. Ya que dos de los rotores son la entrada y salida del regulador, la CVT puede ser configurada para resultar en una velocidad de salida de cero para cualquier velocidad de entrada dada. La velocidad de entrada de la CVT es siempre la misma que el motor, aun cuando la velocidad de salida es cero.

## Origen
En 1879, Milton Reeves invento la CVT (entonces llamada transmisión de velocidad variable) para el uso en aserradero. En 1896, Reeves comenzó a ajustar esta transmisión en sus carros, y la CVT Reeves también fue utilizada por algunos otros productores.
En la motocicleta Zenith Gradua 6HP de 1911 se utilizó una CVT Gradua basada en polea. Un año después, la "Rudge-Whitworth Multigear" fue entregada con una CVT similar pero mejorada. Otros primeros automóviles en usar fueron el pequeño ciclocarro de tres ruedas David de 1913-1923 construido en España, el Clyno de 1923 construido en RU. y el Constantinesco Saloon de 1926 construido en RU.

## Aplicaciones

### Automóviles
El primer automóvil de producción en masa en utilizar CVT fue el DAF 600 de los Países Bajos. Su transmisión "Variomatic" fue utilizada en varios vehículos construidos por DAF y Volvo Cars hasta los años 1980.
El Ford Fiesta de segunda generación y el Fiat Uno de primera generación de 1987 llegaron a ser los primeros automóviles en ser equipados con CVTs de banda de acero (oponiéndose al menos robusto diseño DAF de banda de caucho). La transmisión "Multitronic" fue desarrollada por Ford, Van Doome, y Fiat, con el trabajo en transmisión empezado en 1976.
También en 1987, la ECVT fue introducida como una transmisión opcional en el Subaru Justy. La producción fue limitada a 500 unidades por mes debido a la salida de producción limitada de van Doome. En junio de ese año, los suministros se incrementaron a 3,000 por mes, llevando a Subaru a hacer disponible el CVT en el Rex kei car. Subaru también ha suministrado sus CVTs a otros fabricantes (un ejemplo siendo el Nissan Micra de 1992).
El Honda Civic de sexta generación de 1996 introdujo un la "Multi Matic CVT" basada en polea, la cual incluía un convertidor de par para prevenir el deslizamiento al ralentí.
Entonces se esparció el uso de CVTs en el año siguiente a modelos incluyendo el Nissan Cube de 1998, el Rover 25 de 1999 y el Audi A6 de 1999. Los mercadeos de CVTs incluyen "Lineartronic" (Subaru), "Xtronic" (Jatco, Nissan, Renault), INVECS-III (Mitsubishi), "Multitronic" (Volkswagen, Audi), "Autotronic" (Mercedes-Benz) e "IVT" (Hyundai, Kia).
El Nissan Cedric (Y34) de 1999 utilizaba una CVT toroidal (a diferencia de los diseños basados en polea usados por otros fabricantes) mercadeada como la Nissan Extroid, la cual incorporaba un convertidor de par. Entonces, Nissan cambio a CVTs toroidales a basadas en polea en 2003. La versión de la CVT utilizada con el motor VQ35DE en el Nissan Altima de cuarta generación es aclamada ser capaz de transmitir más altas cargas de par que otras CVTs de banda.
El Toyota Corolla (E210) del 2019 está disponible con una CVT asistida por un "engranaje de lanzamiento" físico al lado de la CVT de polea. A velocidades arriba de 40 km / h (25 mph), el engranaje de lanzamiento es utilizado en orden de incrementar la aceleración y reducir el esfuerzo en la CVT. Arriba de esta velocidad, la transmisión cambia sobre la CVT.
Varios vehículos eléctricos híbridos (tales como el Toyota Prius, Nissan Altima, Mitsubishi Outlander PHEV, y Ford Escape Hybrid) utilizan transmisión variable eléctrica (EVTs) para controlar la contribución de potencia del motor eléctrico y el motor de combustión interna. Esto difiere de las estándar CVT en que son potenciados por un motor eléctrico en añadidura al motor.

### Carros de carrera
En los Estados Unidos, los carros de carrera de rueda abierta de Fórmula 500 han usado CVT desde los principios de los 1970s. Los CVT fueron prohibidos de la Fórmula 1 en 1994 (junto con varios otros sistemas electrónicos y ayudas a la conducción) debido a preocupaciones sobre escalamiento de costos de investigación y desarrollo y mantenimiento de un nivel específico de involucramiento del conductor con los vehículos.

### Vehículos pequeños
Varios vehículos pequeños (tales como motonieve, carro de golf, y  motonetas) utilizan CVTs, típicamente de la variedad de polea. Los CVTs de estos vehículos, a menudo, utilizan una banda de caucho con una circunferencia fija que no se alarga fabricada utilizando varios materiales altamente durables y flexibles, debido a la simplicidad mecánica y fácil de utilizar superando su ineficiencia comparativa. Algunas motonetas incluyen un embrague centrifugo, para asistir cuando se está neutral o se retrocede manualmente la motoneta.
La motocicleta todoterreno Rokon RT340 TCR Automatic fue adaptada con un CVT de motonieve. La primera ATV equipada con una CVT fue la Polaris Trail Boss en 1985.

### Equipo de granja y movimiento de tierra
Las cosechadoras combinadas utilizan marchas de bandas variables tan tempranas como en los 1950s. Varios tractores pequeños y cortacésped auto propulsados para hogar y jardín utilizan CVTs de banda de caucho simple. Las CVTs hidrostáticas son más comunes en unidades grandes. En operaciones de movimiento y cosecha, la CVT permite la velocidad hacia adelante del equipo a ser ajustada independientemente de la velocidad del motor; esto permite al operador bajar o acelerar como se necesite para acomodar variaciones en el espesor de la cosecha.
Los CVTs hidrostáticos son utilizados en equipo de agricultura y movimiento de tierra de pequeños a medianos. Desde que los motores en estas máquinas son típicamente corridos a potencia de salida constante (para proveer potencia hidráulica o para potenciar maquinaria), perdidas en eficiencia mecánica son compensadas al mejorar la eficiencia operacional. Por ejemplo, en equipo de movimiento de tierra, los tiempos de lanzadera hacia adelante y retroceso son reducidos. La velocidad y potencia de salida del CVT es utilizada para controlar la velocidad de viaje y algunas veces el direccionamiento del equipo. En el último caso, la diferencial de velocidad requerida para direccionar el equipo puede ser suministrada por CVTs independientes permitiendo la dirección ser realizada sin varios inconvenientes asociados con otros métodos de dirección patinando (tales como perdidas de frenado o perdida de esfuerzo tractor).
Los tractores de jardín Wheel Horse 875 y 1075 de 1965 fueron los primeros tales vehículos en ser adaptados con una CVT hidrostática. El diseño usaba una bomba de plato de chapoteo de desplazamiento variable y motor hidráulico tipo engranaje de desplazamiento fijo combinados en un paquete compacto simple. Razones de retroceso fueron logrados al revertir el flujo de la bomba a través el sobre centrado del plato de chapoteo. La aceleración era limitada y suavizada a través del uso de acumulador de presión y válvulas de seguridad ubicadas entre la bomba y el motor, para prevenir los cambios repentinos en velocidad posible con el acople hidráulico directo. Versiones siguientes incluían motores de plato de chapoteo fijo y bombas de bola.
El Fendt Vario 926 de 1996 fue el primer tractor de servicio pesado en ser equipado con una transmisión IVT. No es la misma cosa que un CVT hidrostático. Sobre 100,000 tractores han sido producidos con esta transmisión.

### Sistemas de generación de potencia
Las CVTs han sido utilizadas en sistemas de generación de potencia eléctrica en aviones desde los 1950s.
Los CVTs con volantes son utilizados como reguladores de velocidad entre un motor (ejemplo una turbina eólica) y un generador eléctrico. Cuando el motor esta produciendo suficiente potencia, el regulador esta conectado directamente a la CVT, la cual sirve para regular la velocidad del motor. Cuando la potencia de salida es muy baja, el generador se desconecta y la energía es almacenada en el volante. Es solo cuando la velocidad del volante es suficiente que la energía cinética es convertida en electricidad, intermitentemente, a la velocidad requerida por el generador.

### Otros usos
El taladro de banco y la fresadora contienen un sistema CVT de banda simple para controlar la velocidad del mandril, incluyendo los modelos Jet J-A5816 y J-A5818. En este sistema, el diámetro efectivo de solo las poleas del eje de salida es continuamente variable. La polea de entrada conectada al motor es usualmente, fija en diámetro (o a veces con pasos discretos para permitir una selección de rangos de velocidad). El operador ajusta la velocidad del taladro al utilizar un volante de mano que controla el espesor de la brecha entre las mitades de la polea. Una polea de tensión es implementada en la banda de transmisión para tomar o soltar la parte floja en la banda cuando la velocidad es alterada.
Los rolletes y grúas son también aplicaciones de CVTs, especialmente para aquellos adaptando la razón de transmisión al par resistente.
Las bicicletas con cambios CVT han tenido éxito comercial, con un ejemplo proveyendo un rango de cambios equivalente a un cambio de ocho velocidades. El corto engranaje de bicicleta asistido cuando se pedalea hacia arriba, pero la CVT se notaba que incrementaba significativamente el peso de la bicicleta.

## Funcionamiento

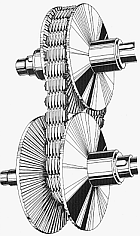
Poleas y cadena CVT

Cada una de las relaciones de diámetros que pueden adoptar las roldanas se corresponde con una relación de transmisión diferente, y por eso se dice que los cambios de variador tienen infinitas marchas, aunque los más modernos cuentan con una función manual en la que se puede elegir de forma secuencial entre seis o siete velocidades que corresponden a posiciones prefijadas de las poleas.
El cambio de anchura de las poleas se consigue mediante la presión de un circuito hidráulico, y la transmisión de la fuerza al motor puede hacerse mediante un embrague convencional, uno electrohidráulico o un convertidor de par. 
Para poder obtener una marcha atrás debemos de incluir un inversor, generalmente un conjunto planetario. 
La principal limitación de este tipo de cajas de cambios se encuentra en el par motor que puede transmitir la correa o cadena. Aunque a principios de los años 90, el equipo Williams F1 desarrolló una caja de cambios de este tipo para el monoplaza Williams FW15C, uno de los coches de competición más avanzados de la historia. La posibilidad de variar continuamente la relación de transmisión hace que el motor pueda trabajar siempre en el régimen de potencia máxima lo que implica una aceleración mucho mayor, un parámetro importantísimo en competición.

## Uso en el mercado
Nissan vendió más de un millón de vehículos equipados con este tipo de cambio de marchas en el año 2007, principalmente en Estados Unidos y Japón.
Hoy en día montan este tipo de cajas de cambio algunos modelos de Suzuki (CVT), Mitsubishi Motors (CVT), Renault (CVT), Nissan (Hypertronic, Extroid [toroidal] y Xtronic), Audi (Multitronic), MINI, Mercedes-Benz (Autotronic), Toyota (Multidrive S y CVT) , Subaru (Lineartronic), Lexus (CT200h) y Honda (CVT). Aunque su uso más común y extendido es en las motocicletas del tipo motoneta, por su sencillez para su reparación, por el poco espacio que ocupa y para un mayor aprovechamiento de las prestaciones, como puede ser en la aceleración.